# الريحانية (العراق)
الريحانية هي قرية صغيرة تقع في منطقة الجزيرة قرب تلعفر.
ظهر اسم البلدة في إحصاء عام 1957 م وكان عدد سكنها في تلك العام 440 نسمة.
من القرى القريبة من الريحانية قرية «تل خزف» وقرية «الصابونية» وقرية «الموالي».